# Тополовці
Тополовці (словен. Topolovci) — поселення в общині Цанкова, Помурський регіон, Словенія. Висота над рівнем моря: 214,7 м.